# Мирјана Ђурица
Мирјана Ђурица-Вермезовић (рођена 11. марта, 1961. у Станишићу, ФНР Југославија) је бивша југословенска и српска рукометашица.

## Каријера
Рукометом се почела бавити у родном Станишићу у младој и веома талентованој екипи ЖРК Младост, убрзо 1976. године њен таленат уочава тренер Самарџија и доводи је у РК "Весна" (данас ЖРК "Раванград") из Сомбора.
Као свестрани бек и одличан организатор игре, са репрезентацијом Југославије учествовала је на три Олимпијаде, 1980 у Москви – сребрна медаља, Лос Анђелес - 1984 злато и у Сеулу 1988. године четврто место. На Светском првенству у Будимпешти 1982. године освојила је бронзану медаљу. Играла је и на Светском првенству 1986. када су биле шесте. Има и златну медаљу са јуниорског првенства света 1977. године и две златне медаље са Балканијаде. Заслужни спортиста Југославије. Добитник нагаде "Јован Микић Спартак" .
На листи је десет најстандарднијих репрезентативки свих времена по статистичким мерилима.
У клупској каријери поред матичне екипе Младости и РК "Весна", наступала је и за београдски РК "Раднички" да би се потом вратила у редове "Весне" (тада наступајући под именом РК "Бане Секулић") где је и завршила играчку каријеру. Са екипом РК "Раднички" из Београда има осам титула првакиње државе и две титуле првака Европе.

## Приватни живот
Удата је за некадашњег српског фудбалера, а данас фудбалског тренера, Владимира Вермезовића.